# اردک گلگون

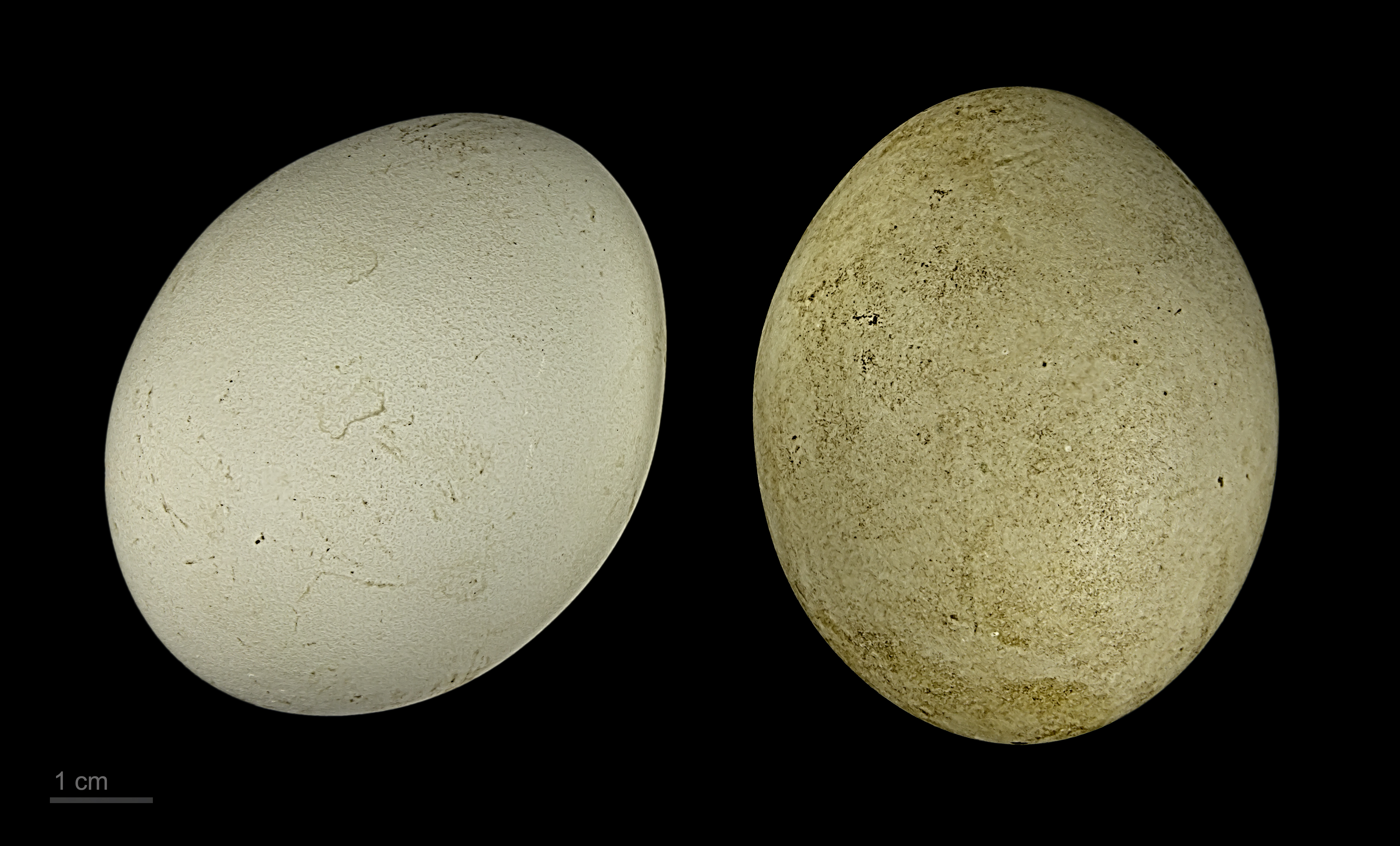
Oxyura jamaicensis

اردک جامائیکایی، اردک سرخ‌گون یا اردک گلگون (نام علمی: Oxyura jamaicensis) نام یک گونه از زیرخانواده مرغابیان روآبچر است.